# Dumka (Balakirev)
La Dumka in mi bemolle minore è un'opera per pianoforte di Milij Alekseevič Balakirev.

## Storia della composizione
Balakirev compose la Dumka nel 1900. Il lavoro fu pubblicato nello stesso anno a Lipsia da Julius Heinrich Zimmermann, l'editore ideale, secondo Balakirev che lo aveva conosciuto l'anno precedente.. Questo pezzo segna il ritorno di Balakirev alla composizione, dopo quindici anni di silenzio.

## Struttura della composizione
La dumka, che in ucraino significa "pensiero passeggero" è una forma di ballata epica e melanconica. Balakirev ne riprende la struttura caratteristica alternando elementi tristi e gioiosi. 